# TRIBAL SOUL
『TRIBAL SOUL』（トライバル・ソウル）は、三代目 J Soul Brothersの通算2枚目のオリジナル・アルバムである。2011年12月7日にrhythm zoneから発売された。

## 概要
- 前作『J Soul Brothers』から半年ぶりのアルバム。
- 「CD+3DVD」、「CD+DVD」、「CDのみ」の3形態での発売。「CD+3DVD」は超豪華ブリスタケース仕様。
- CDには、オリコンチャートで初の1位を獲得したシングル「FIGHTERS」と、「リフレイン」を収録。今作ではシングル曲が3曲しか収録されていないため、全11曲中7曲が新曲となっている。
- DVD（「CD+3DVD」と「CD+DVD」に付属）には、シングル曲のMusic VideoとMaking映像を収録。LIVE DVDのDISC-1/DISC-2（「CD+3DVD」にのみ付属）には、2011年の夏に行われた「二代目 J Soul Brothers VS 三代目 J Soul Brothers Live Tour 2011〜EXILE TRIBE〜」のライブ本編とドキュメント映像を初収録[3]。

## 収録曲

### CD
1. I Can Do It (4:37)
作詞：michico、作曲：T.Kura / michico、編曲：T.Kura
  - ABC-MART「Real Boots Collection」篇 CMソング。
2. NEW WORLD (3:26)
作詞：P.O.S.、作曲：BACHLOGIC / FAST LANE / JOVEEK MURPHY、編曲：BACHLOGIC
  - 5thシングルカップリング曲。ABCマート「三代目J Soul Brothers x VANS Boots Sneaker」CMソング。PS3用ソフト『無双OROCHI 2』CMソング。
3. FIGHTERS (3:18)
作詞：lil'showy / P-CHO / GS / KUBO-C / Tomogen、作曲・編曲：lil'showy
  - 4thシングル表題曲。日本テレビ系ドラマ『ろくでなしBLUES』主題歌。
4. DEEP INSIDE (4:31)
作詞：小竹正人、作曲：高木宏明、編曲：中野雄太
  - ABC-MART「Dress Shoes Collection篇」CMソング。
5. リフレイン (4:46)
作詞：秋元康、作曲・編曲：中野雄太
  - 5thシングル表題曲。H.I.S.「ヨーロッパ編」CMソング。日本テレビ系『スッキリ!!』11月度エンディングテーマ。
6. SOUTHSIDE (4:28)
作詞：ON SMASH!、作曲：MATS LIE SKARE / ON SMASH!
7. スノードーム (5:00)
作詞：小竹正人、作曲：Seiji Omote、編曲：中野雄太
8. On The Road〜夢の途中〜 (4:35)
作詞：Kenn Kato、作曲・編曲：h-wonder
9. Feel The Soul (5:01)
作詞：P.O.S.、作曲・編曲：春川仁志
  - TBS系『全日本実業団女子駅伝2011』・『ニューイヤー駅伝2012』テーマソング。
10. 旅立つまえに (5:06)
作詞：松尾潔、作曲：川口大輔、編曲：中野雄太
11. Best Friend's Girl -TRIBAL SOUL ver.- (5:00) [Bonus Track]
作詞：松尾潔、作曲：川口大輔、編曲：中野雄太

### DVD
[Music Video] 
1. FIGHTERS ROUND-1
2. FIGHTERS ROUND-2
3. FIGHTERS ROUND-3
4. リフレイン

[Making] 
1. FIGHTERS
2. リフレイン

### EXILE TRIBE 〜継承〜 二代目 J Soul Brothers vs 三代目 J Soul Brothers

#### DISC-1
- 二代目 J Soul Brothers VS 三代目 J Soul Brothers Live Tour 2011〜EXILE TRIBE〜 前半

1. OPENING
2. Japanese Soul Brothers / 二代目 J Soul Brothers + 三代目 J Soul Brothers
3. WE! / 二代目 J Soul Brothers
4. FREAKOUT! / 二代目 J Soul Brothers
5. On Your Mark〜ヒカリのキセキ〜 / 三代目 J Soul Brothers
6. 1st Place / 三代目 J Soul Brothers
7. Fly Away / 二代目 J Soul Brothers
8. Giver / 二代目 J Soul Brothers
9. My Place / 二代目 J Soul Brothers
10. IT'S ALRIGHT / 二代目 J Soul Brothers
11. Always / 三代目 J Soul Brothers
12. LOVE SONG / 三代目 J Soul Brothers
13. Make It Last Forever / SHOKICHI + NESMITH
14. let it go / 二代目 J Soul Brothers
15. Best Friend's Girl / 三代目 J Soul Brothers
16. 次の時代へ / 今市隆二 + 登坂広臣

#### DISC-2
- 二代目 J Soul Brothers VS 三代目 J Soul Brothers Live Tour 2011〜EXILE TRIBE〜 後半

1. EXILE Medley 〜Eastern Boyz 'N Eastern Girlz〜EVOLUTION〜FIREWORKS〜THE NEXT DOOR〜
2. 二代目 J Soul Brothers VS 三代目 J Soul Brothers Dance Performance Battle
3. 24karats / 二代目 J Soul Brothers + 三代目 J Soul Brothers
4. WON'T BE LONG / 二代目 J Soul Brothers + 三代目 J Soul Brothers
5. GOING ON / 二代目 J Soul Brothers + 三代目 J Soul Brothers
6. Dream Catcher / 二代目 J Soul Brothers
7. Choo Choo TRAIN / 二代目 J Soul Brothers + 三代目 J Soul Brothers
8. Everlasting Song / SHOKICHI + NESMITH
9. GENERATION / 二代目 J Soul Brothers + 三代目 J Soul Brothers
10. Love, Dream & Happiness / 二代目 J Soul Brothers + 三代目 J Soul Brothers

- EXILE TRIBE Document Movie